# Kosivka, Volodarka
Kosivka (în ucraineană Косівка) este localitatea de reședință a comunei Kosivka din raionul Volodarka, regiunea Kiev, Ucraina.

## Demografie
Componența lingvistică a localității Kosivka
     Ucraineană (97,41%)
     Rusă (2,13%)
     Alte limbi (0,45%)
Conform recensământului din 2001, majoritatea populației localității Kosivka era vorbitoare de ucraineană (97,41%), existând în minoritate și vorbitori de rusă (2,13%).